# Nelchina
Nelchina est une localité (Census-designated place) d'Alaska, aux États-Unis, située dans la Région de recensement de Valdez-Cordova, dont la population était de 59 habitants en 2010 alors qu'en 2000 elle était de 71 habitants.

## Situation - climat
Elle est située entre le kilomètre 220 et le kilomètre 241 de la Glenn Highway, au confluent de la rivière Nelchina et de la rivière Crooked, à 48 km à l'ouest de Glennallen et de Mendeltna.
Les températures extrêmes vont de −59 °C en janvier à 36 °C en juillet.

## Histoire
Nelchina est un nom Athabaskan. De l'or ayant été trouvé dans les ruisseaux qui descendent des montagnes Chugash a amené quelques prospecteurs à la fin du dix-neuvième siècle. Un campement de mineurs s'y est établi aux alentours de 1913.
Ses activités actuelles sont tournées vers l'hébergement touristique et l'approvisionnement de proximité.

## Démographie
| 2000 | 2010 | - | - | - | - |
| ---- | ---- | - | - | - | - |
| 71   | 59   | - | - | - | - |

### Source
- (en) CIS